# Jamahal Hill
Jamahal Alexander Hill (* 19. května 1991 Chicago) je americký profesionální zápasník smíšených bojových umění. V současné době zápasí v organizaci Ultimate Fighting Championship (UFC), kde je bývalým šampionem.

## Život a kariéra
Když mu bylo 12 let, tak se s rodinou přestěhoval do Grand Rapids. Vystudoval střední školu Rogers High School ve Wyomingu. Po ukončení basketbalové kariéry na Davenport University začal v roce 2017 zápasit smíšená bojová umění.
Má šest dětí. V listopadu 2023 byl zadržen a souzen za domácí násilí.
Po pětizápasové vítězné šnůře si ho vyhlédla společnost Ultimate Fighting Championship (UFC), která mu nabídla smlouvu a tu podepsal.
V roce 2019 se dostal do zápasu o titul poté, co vyhrál několik důležitých zápasů. V utkání porazil Glovera Teixeiru a stal se tak novým šampionem společnosti. Titulu se musel následně vinou zranění vzdát.
O titul se následně utkal s Alexem Pereirou, avšak neúspěšně. Další zápas ho čeká proti Jiřímu Procházkovi v lednu 2025.

## MMA výsledky
| Výsledek       | Bilance  | Soupeř             | Metoda                | Událost                                 | Datum             | Kolo | Čas  | Lokace                       |
| -------------- | -------- | ------------------ | --------------------- | --------------------------------------- | ----------------- | ---- | ---- | ---------------------------- |
| Prohra         | 12–4 (1) | Khalil Rountree Jr | Na body (jednomyslně) | UFC on ABC: Hill vs. Rountree Jr.       | 21. června 2025   | 5    | 5:00 | Baku, Ázerbajdžán            |
| Prohra         | 12–3 (1) | Jiří Procházka     | TKO (údery)           | UFC 311                                 | 18. ledna 2025    | 3    | 3:01 | Los Angeles, Kalifornie, USA |
| Prohra         | 12–2 (1) | Alex Pereira       | KO                    | UFC 300                                 | 13. dubna 2024    | 1    | 3:14 | Las Vegas, Nevada, USA       |
| Výhra          | 12–1 (1) | Glover Teixeira    | Na body (jednomyslně) | UFC 283                                 | 21. ledna 2023    | 5    | 5:00 | Rio de Janeiro, Brazil       |
| Výhra          | 11–1 (1) | Thiago Santos      | TKO                   | UFC on ESPN: Santos vs. Hill            | 6. srpna 2022     | 4    | 2:31 | Las Vegas, Nevada, USA       |
| Výhra          | 10–1 (1) | Johnny Walker      | KO                    | UFC Fight Night: Walker vs. Hill        | 19. února 2022    | 1    | 2:55 | Las Vegas, Nevada, USA       |
| Výhra          | 9–1 (1)  | Jimmy Crute        | KO                    | UFC on ESPN: Font vs. Aldo              | 4. prosince 2021  | 1    | 0:48 | Las Vegas, Nevada, USA       |
| Prohra         | 8–1 (1)  | Paul Craig         | TKO                   | UFC 263                                 | 12. června 2021   | 1    | 1:59 | Glendale, Arizona, USA       |
| Výhra          | 8–0 (1)  | Ovince Saint Preux | TKO                   | UFC on ESPN: Hermansson vs. Vettori     | 5. prosince 2020  | 2    | 3:37 | Las Vegas, Nevada, USA       |
| Diskvalifikace | 7–0 (1)  | Klidson Abreu      | Diskvalifikace        | UFC on ESPN: Woodley vs. Burns          | 30. května 2020   | 1    | 1:51 | Las Vegas, Nevada, USA       |
| Výhra          | 7–0      | Darko Stošić       | Na body (jednomyslně) | UFC Fight Night: Blaydes vs. dos Santos | 25. ledna 2020    | 3    | 5:00 | Raleigh, North Carolina, USA |
| Výhra          | 6–0      | Alexander Poppeck  | TKO                   | Dana White's Contender Series 21        | 23. července 2019 | 3    | 0:22 | Las Vegas, Nevada, USA       |
| Výhra          | 5–0      | William Vincent    | TKO                   | Lights Out Championship 2               | 16. února 2019    | 1    | 5:00 | Grand Rapids, Michigan, USA  |
| Výhra          | 4–0      | Dequan Townsend    | Na body (jednomyslně) | KnockOut Promotions 62                  | 30. června 2018   | 5    | 5:00 | Grand Rapids, Michigan, USA  |
| Výhra          | 3–0      | William Vincent    | Na body (jednomyslně) | KnockOut Promotions 61                  | 21. dubna 2018    | 3    | 5:00 | Grand Rapids, Michigan, USA  |
| Výhra          | 2–0      | Mike Johnson       | TKO                   | KnockOut Promotions 59                  | 16. prosince 2017 | 1    | 4:45 | Grand Rapids, Michigan, USA  |
| Výhra          | 1–0      | Alex Davidson      | Na body (jednomyslně) | KnockOut Promotions 58                  | 30. září 2017     | 3    | 5:00 | Grand Rapids, Michigan, USA  |